# シルヴィア・フークス
シルヴィア・フークス（Sylvia Hoeks, 1983年6月1日 - ）は、オランダの女優である。

## 生い立ち
北ブラバント州マールヘーゼで生まれ育つ。オランダ語、ドイツ語、フランス語、英語を話す。高校卒業後はマーストリヒト・シアター・アカデミーに通う。

## キャリア
14歳の時にエリート・モデル・マネジメントによりスカウトされる。最初の仕事は『Elle Girl』のカバーであり、その後数年間はヨーロッパでモデルとして活動する。
マーストリヒト・シアター・アカデミーを卒業した直後、ヨス・ステリングの映画『Duska』（2007年）に出演する。同作により彼女はオランダのアカデミー賞と言われるゴールデン・カルフの助演女優賞を受賞した。その後彼女は『De Storm』（2009年）、『Tirza』（2010年）、『De bende van Oss』（2011年）、『Het meisje en de dood』（2012年）、『鑑定士と顔のない依頼人』などに出演した。
2010年から2014年にはオランダのテレビシリーズ『Blood Relatives』、2011年から2015年には『Adultery』に出演した。
2017年にフークスはSF映画『ブレードランナー 2049』でレプリカントのラヴを演じた。撮影にあたって彼女は一日6時間、週6日間のウエイトと格闘技のトレーニングを行った。同年にはリュック・ベッソン製作のアクション映画『ネイビーシールズ ナチスの金塊を奪還せよ!』に出演した。
2017年10月、『ドラゴン・タトゥーの女』の続編となる『蜘蛛の巣を払う女』にキャスティングされた。

## フィルモグラフィ

### 映画
- Duska (2007)
- ティラミス Tiramisu (2008)
- De Storm (2009)
- Tirza (2010)
- De bende van Oss (2011)
- Het meisje en de dood (2012)
- 鑑定士と顔のない依頼人 La migliore offerta (2013)
- Bro's Before Ho's (2013)
- ブレードランナー 2049 Blade Runner 2049 (2017)
- ネイビーシールズ ナチスの金塊を奪還せよ! Renegades (2017)
- 蜘蛛の巣を払う女 The Girl in the Spider's Web (2018)
- リーサル・ソルジャーズ All the Devil's Men (2018)
- 復讐者たち Plan A (2021)

### テレビシリーズ
- Sea of Fire (2005)
- Gooic Women (2006)
- 't Schaep met de 5 pooten (2009–2013)
- Blood Relatives (2010–2014)
- Adultery (2011–2015)
- Berlin Station (2016)
- See 〜暗闇の世界〜 See (2019-)

## 受賞
- 2007: ゴールデン・カルフ（英語版）助演女優賞 - 『Duska』[6][7]
- 2009: フェストロイア国際映画祭（英語版）女優賞 - 『The Storm』[2]
- 2011: シューティング・スター賞[2]
- 2014: シルビア・クリステル賞（英語版）[14][15][16]